# Conclave del 1903
Il conclave del 1903 venne convocato a seguito della morte del papa Leone XIII, avvenuta a Roma il 20 luglio dello stesso anno. Si svolse alla Cappella Sistina dal 31 luglio al 4 agosto, e, dopo sette scrutini, venne eletto papa il cardinale Giuseppe Sarto, patriarca di Venezia, che assunse il nome di Pio X. L'elezione venne annunciata dal cardinale protodiacono Luigi Macchi.

## Situazione generale
Nel 1903, dopo 25 anni di pontificato, morì Leone XIII. I cardinali erano 64, di cui solo il cardinale decano, Luigi Oreglia di Santo Stefano, era stato nominato da Pio IX. Tutti gli altri erano stati creati da Leone XIII. Due non parteciparono all'elezione: il cardinale Francis Patrick Moran, arcivescovo di Sydney, che non arrivò in tempo a Roma, e il cardinale Michelangelo Celesia, arcivescovo di Palermo, ammalato, che morì pochi mesi dopo.
Fra i cardinali riuniti in conclave la questione principale era se eleggere un papa per continuare le scelte di Leone XIII o se scegliere un conservatore per riprendere la linea di Pio IX.

## Il conclave
L'attenzione dei porporati, riuniti nella Cappella Sistina, si concentrò sul cardinale Mariano Rampolla del Tindaro, segretario di Stato di Leone XIII. Rampolla era il principale papabile, e, come previsto, arrivò molto vicino all'elezione. Alcuni porporati si dichiararono però contrari all'elezione di Rampolla, troppo immischiato negli affari diplomatici fra le varie potenze europee. Il cardinale François-Désiré Mathieu disse: 
 Anche fra i cardinali italiani la candidatura di Rampolla apparve troppo politicizzata, sia per l'eccessivo interesse dei francesi, sia per l'eccessiva ostilità degli austro-ungarici.
I cardinali tedeschi preferivano, invece, il cardinale Serafino Vannutelli, appoggiato anche dalla corrente austriaca per i suoi buoni rapporti sia con l'Austria-Ungheria che con il Regno d'Italia, oppure il cardinale Girolamo Maria Gotti, prefetto della Congregazione della Propaganda Fide, che era considerato conservatore in campo dottrinale, ma che godeva fama di uomo di larghe vedute in materia politica ecclesiale ed era considerato un eccellente amministratore.
Al primo scrutinio Rampolla guadagnò 24 voti, Girolamo Maria Gotti 12, Giuseppe Sarto 5 e Serafino Vannutelli 4. Nello scrutinio pomeridiano i risultati confermarono la forza dei sostenitori di Rampolla, che salì a 29 voti, mentre Gotti arrivò a 16 e Sarto a 10. Gli austro-ungarici, che nel primo scrutinio votarono per Gotti, fecero confluire a Sarto i loro voti. Al termine della prima giornata i sostenitori di Rampolla e di Sarto furono pari, ma i timori che la candidatura di Rampolla potesse avere successo continuarono a serpeggiare. Il cardinale Antonio Agliardi avvicinò l'arcivescovo di Breslavia Georg von Kopp, e, riferendosi a Rampolla, lo mise in guardia dal pericolo di eleggere un "acerrimo nemico dell'Austria e niente affatto amico della Germania".
Quando François-Désiré Mathieu venne avvicinato dal cardinale della corona austriaca Jan Puzyna, principe vescovo di Cracovia, si accorse che quest'ultimo era gravato da un segreto: Puzyna, infatti, aveva in tasca "un'ingiunzione formale contro lo Spirito Santo sotto forma di un messaggio che lo imbarazza molto e che vorrebbe far recapitare da un altro". Il principe vescovo di Cracovia recava un foglio con il veto contro il cardinale Rampolla. Il segretario del sacro collegio, Rafael Merry del Val, rifiutò di accettare il foglietto, ritraendo la mano e lasciandolo svolazzare per terra, dove Puzyna dovette raccattarlo. Lo stesso diniego venne posto dal cardinale Luigi Oreglia di Santo Stefano. Il 2 agosto Puzyna riferì a Kopp dei rifiuti ricevuti e costui gli disse di rendere subito noto il veto, prima che Rampolla potesse essere troppo vicino all'elezione. Il principe vescovo di Cracovia avvertì quindi lo stesso Rampolla di quanto stava per fare.

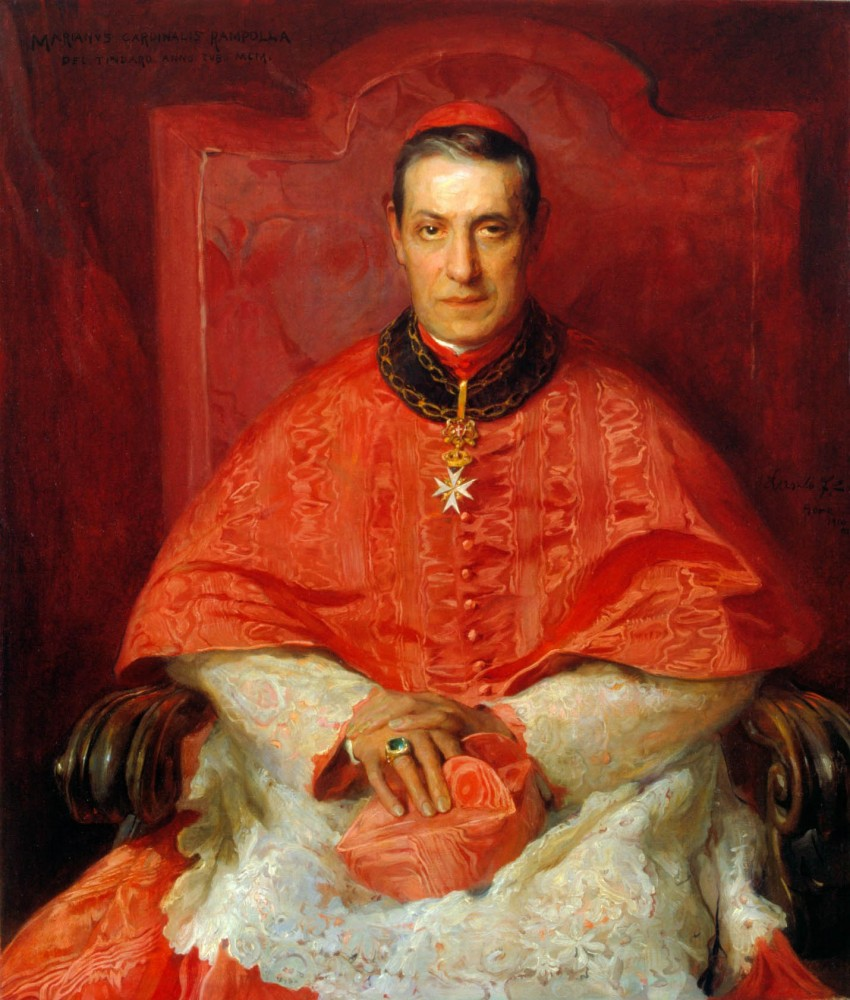
Mariano Rampolla del Tindaro.

Quando a Rampolla mancavano pochi voti per essere eletto, Puzyna si alzò in piedi e chiese la parola. Estraendo di tasca il foglio, da leggere eventualmente e solo in caso estremo, disse che l'imperatore d’Austria Francesco Giuseppe, avvalendosi dell'antico ius exclusivae, poneva il veto contro Rampolla. Il motivo del veto era la politica troppo filofrancese e antiaustriaca del Rampolla.
I cardinali rimasero stupiti («Un episodio disgustoso» commentò il cardinale Andrea Carlo Ferrari; «La cosa in se stessa, e il modo, recò stupore e indignazione al Sacro Collegio. Grande e penosa l'impressione di tutti», disse il cardinale Domenico Ferrata), ma accettarono l'interferenza imperiale e Rampolla, il quale era molto vicino all'elezione, perse i propri voti.
Il veto, tuttavia, risultò abbastanza inutile, poiché il blocco che sosteneva Rampolla era riuscito a fargli guadagnare il massimo dei voti possibili e non riusciva a fargli comunque ottenere l'elezione. Nella votazione successiva, infatti, Rampolla guadagnò solamente un voto, segno che, con o senza veto, il partito rampolliano aveva raggiunto il suo massimo e si vedeva costretto a cercare un altro candidato. I consensi si concentrarono allora sul patriarca di Venezia Giuseppe Sarto, che venne eletto e assunse il nome di Pio X.

Il cardinal Sarto annunciò di voler assumere il nome di Pio, in ricordo dei vari pontefici con tale nome
Dopo la sua elezione, memore dei fatti accaduti durante il conclave, Pio X abolì il diritto di veto dei capi di Stato e mantenne Rampolla come Segretario di Stato solo per pochi mesi, dato che in novembre lo sostituì con Rafael Merry del Val. Come i suoi predecessori, Pio X non riconosceva il Regno d'Italia: impartì pertanto la sua prima benedizione dalla loggia interna della basilica anziché da quella esterna, in modo da non benedire la città di Roma, sede dei Savoia.

## Cardinali alla morte di Leone XIII

### Presenti in conclave
| Nome                                                | Paese                  | Titolo                                                                                  | Ruolo | Nascita    | Concistoro |
| --------------------------------------------------- | ---------------------- | --------------------------------------------------------------------------------------- | --- | ---------- | ---------- |
| Luigi Oreglia di Santo Stefano                      | Italia                 | Cardinale vescovo di Ostia e Velletri                                                   | Decano del Sacro Collegio, Prefetto della Congregazione del Cerimoniale, Camerlengo di Santa Romana Chiesa Abate commendatario dell'Abbazia dei Santi Vincenzo ed Anastasio alle Tre Fontane                                                                                            | 09/07/1828 | 22/12/1873 |
| Antonio Agliardi                                    | Italia                 | Cardinale vescovo di Albano, Cardinale presbitero In commendam di San Lorenzo in Damaso | Vice-Cancelliere di Santa Romana Chiesa | 04/09/1832 | 22/06/1896 |
| Salvador Casañas y Pagés                            | Regno di Spagna        | Cardinale presbitero dei Santi Quattro Coronati                                         | Vescovo di Barcellona | 05/09/1834 | 29/11/1895 |
| Andrea Aiuti                                        | Italia                 | Cardinale presbitero di San Girolamo dei Croati                                         | Nunzio apostolico in Portogallo, Arcivescovo titolare di Damiata | 17/06/1849 | 22/06/1903 |
| Pierre-Lambert Goossens                             | Belgio                 | Cardinale presbitero di Santa Croce in Gerusalemme                                      | Arcivescovo di Malines, Primate del Belgio | 18/07/1827 | 24/05/1889 |
| Alfonso Capecelatro di Castelpagano C.O.            | Italia                 | Cardinale presbitero di Santa Maria del Popolo                                          | Arcivescovo di Capua di Arcidiocesi di Capua, Bibliotecario di Santa Romana Chiesa | 05/02/1824 | 27/07/1885 |
| Giovanni Battista Casali del Drago                  | Italia                 | Cardinale presbitero di Santa Maria della Vittoria                                      | Patriarca titolare di Costantinopoli | 30/01/1838 | 18/06/1899 |
| Pierre-Hector Coullié                               | Francia                | Cardinale presbitero di Santissima Trinità al Monte Pincio                              | Arcivescovo di Lione, Primate delle Gallie | 15/03/1829 | 19/04/1897 |
| Giulio Boschi                                       | Italia                 | Cardinale presbitero di San Lorenzo in Panisperna                                       | Arcivescovo di Ferrara | 04/09/1833 | 15/04/1901 |
| Anton Josef Gruscha                                 | Impero austro-ungarico | Cardinale presbitero di Santa Maria degli Angeli                                        | Arcivescovo di Vienna | 03/11/1820 | 01/06/1891 |
| Serafino Cretoni                                    | Italia                 | Cardinale presbitero di San Marco                                                       | Prefetto della Congregazione dei riti | 04/09/1833 | 30/11/1896 |
| Francesco di Paola Cassetta                         | Italia                 | Cardinale presbitero di San Crisogono                                                   | Patriarca titolare di Antiochia | 12/08/1841 | 19/06/1899 |
| Sebastián Herrero Espinosa de los Monteros          | Regno di Spagna        | Cardinale presbitero dei Santi Bonifacio e Alessio                                      | Arcivescovo metropolita di Valencia | 20/01/1822 | 22/06/1903 |
| Felice Cavagnis                                     | Italia                 | Cardinale diacono di Santa Maria ad Martyres                                            | Segretario emerito della Congregazione per gli affari ecclesiastici straordinari | 15/01/1841 | 15/04/1901 |
| Beniamino Cavicchioni                               | Italia                 | Cardinale presbitero di Santa Maria in Ara Coeli                                        | Segretario emerito della Congregazione del concilio | 27/12/1836 | 22/06/1903 |
| Victor-Lucien-Sulpice Lécot                         | Francia                | Cardinale presbitero di Santa Pudenziana                                                | Arcivescovo di Bordeaux | 08/01/1831 | 12/06/1893 |
| Francesco Salesio Della Volpe                       | Italia                 | Cardinale diacono di Santa Maria in Aquiro                                              | Prefetto della Casa Pontificia | 24/12/1844 | 19/06/1899 |
| Anton Hubert Fischer                                | Impero tedesco         | Cardinale presbitero dei Santi Nereo e Achilleo                                         | Arcivescovo metropolita di Colonia | 30/05/1840 | 22/06/1903 |
| Angelo Di Pietro                                    | Italia                 | Cardinale presbitero di San Lorenzo in Lucina                                           | Datario apostolico | 22/05/1828 | 16/01/1893 |
| Casimiro Gennari                                    | Italia                 | Cardinale presbitero di San Marcello                                                    | Assessore emerito della congregazione della romana e universale Inquisizione | 27/12/1839 | 15/04/1901 |
| James Gibbons                                       | Stati Uniti            | Cardinale presbitero di San Sisto                                                       | Arcivescovo metropolita di Baltimora | 23/07/1834 | 07/06/1886 |
| Johannes Baptist Katschthaler                       | Impero austro-ungarico | Cardinale presbitero di San Tommaso in Parione                                          | Arcivescovo metropolita di Salisburgo, Primate di Germania e Legatus natus a Salisburgo | 29/05/1832 | 22/06/1903 |
| Andrea Carlo Ferrari                                | Italia                 | Cardinale presbitero di San Girolamo dei Croati                                         | Arcivescovo di Milano | 13/08/1850 | 18/05/1894 |
| Georg von Kopp                                      | Impero tedesco         | Cardinale presbitero di Sant'Agnese fuori le mura                                       | Arcivescovo di Breslavia | 25/07/1837 | 16/01/1893 |
| Domenico Ferrata                                    | Italia                 | Cardinale presbitero di Santa Prisca                                                    | Prefetto della Congregazione per i Vescovi e i Regolari, Cardinale protettore della Pontificia accademia ecclesiastica | 04/03/1847 | 22/06/1896 |
| Guillaume-Marie-Joseph Labouré                      | Francia                | Cardinale presbitero di Santa Maria Nuova                                               | Arcivescovo metropolita di Rennes | 27/10/1841 | 19/04/1897 |
| Girolamo Maria Gotti                                | Italia                 | Cardinale presbitero di San Silvestro in Capite                                         | Prefetto della Congregazione di Propaganda Fide, Presidente del Pontificio seminario romano dei santi apostoli Pietro e Paolo per le missioni estere | 29/03/1834 | 29/11/1895 |
| Benoît-Marie Langénieux                             | Francia                | Cardinale presbitero dei San Giovanni a Porta Latina                                    | Arcivescovo metropolita di Reims | 15/10/1824 | 07/06/1886 |
| Luigi Macchi                                        | Italia                 | Cardinale diacono di Santa Maria in Via Lata, Cardinale protodiacono                    | Segretario dei Brevi Apostolici | 03/03/1832 | 30/12/1889 |
| José María Martín de Herrera y de la Iglesia        | Regno di Spagna        | Cardinale presbitero di Santa Maria in Traspontina                                      | Arcivescovo di Santiago di Compostela | 26/08/1835 | 19/04/1897 |
| Achille Manara                                      | Italia                 | Cardinale presbitero di San Pancrazio fuori le mura                                     | Vescovo di Ancona e Numana | 20/11/1827 | 29/11/1895 |
| Sebastiano Martinelli O.S.A.                        | Italia                 | Cardinale presbitero di Sant'Agostino                                                   | Delegato apostolico emerito negli Stati Uniti d'America | 20/08/1848 | 15/04/1901 |
| François-Désiré Mathieu                             | Francia                | Cardinale presbitero di Santa Sabina                                                    | Arcivescovo emerito di Tolosa | 27/05/1839 | 18/06/1899 |
| Mario Mocenni                                       | Italia                 | Cardinale vescovo di Sabina                                                             | Sostituto per gli Affari Generali alla Segreteria di Stato | 22/01/1823 | 16/01/1893 |
| Carlo Nocella                                       | Italia                 | Cardinale presbitero di San Callisto                                                    | Segretario emerito della Congregazione Concistoriale | 25/11/1826 | 22/06/1903 |
| Adolphe Perraud                                     | Francia                | Cardinale presbitero di San Pietro in Vincoli                                           | Vescovo di Autun | 07/02/1828 | 22/06/1896 |
| José Sebastião d'Almeida Neto O.F.M.                | Portogallo             | Cardinale presbitero di Santi XII Apostoli, Cardinale protopresbitero                   | Patriarca di Lisbona, Gran priore per il Portogallo dell'Ordine Equestre del Santo Sepolcro di Gerusalemme | 08/02/1841 | 24/03/1884 |
| Raffaele Pierotti O.P.                              | Italia                 | Cardinale diacono di Santi Cosma e Damiano                                              | Maestro emerito del Sacro Palazzo apostolico | 01/01/1836 | 30/11/1896 |
| Gennaro Portanova                                   | Italia                 | Cardinale presbitero di San Clemente                                                    | Arcivescovo metropolita di Reggio Calabria | 11/10/1845 | 18/06/1899 |
| Jan Maurycy Paweł Puzyna de Kosielsko               | Impero austro-ungarico | Cardinale presbitero dei Santi Vitale, Valeria, Gervasio e Protasio                     | Principe-vescovo di Cracovia | 13/09/1842 | 15/04/1901 |
| Giuseppe Antonio Ermenegildo Prisco                 | Italia                 | Cardinale presbitero di San Sisto                                                       | Arcivescovo metropolita di Napoli | 08/09/1833 | 30/11/1896 |
| Agostino Richelmy                                   | Italia                 | Cardinale presbitero di Santa Maria in Via                                              | Arcivescovo metropolita di Torino | 29/11/1850 | 18/06/1899 |
| Mariano Rampolla del Tindaro                        | Italia                 | Cardinale presbitero di Santa Cecilia                                                   | Cardinale segretario di stato Arciprete della Basilica di San Pietro in Vaticano, Presidente della Fabbrica di San Pietro, Gran Priore di Roma del Sovrano Militare Ordine di Malta, Cardinale protettore dell'Almo Collegio Capranica, Presidente della Pontificia Commissione Biblica | 17/08/1843 | 14/03/1887 |
| Pietro Respighi                                     | Italia                 | Cardinale presbitero di Santi Quattro Coronati                                          | Cardinale vicario di Roma | 22/09/1843 | 18/06/1899 |
| François-Marie-Benjamin Richard de la Vergne        | Francia                | Cardinale presbitero di Santa Maria in Via                                              | Arcivescovo di Parigi, Primate di Francia | 01/03/1819 | 24/05/1889 |
| Giuseppe Francica-Nava de Bondifè                   | Italia                 | Cardinale presbitero dei Santi Giovanni e Paolo                                         | Arcivescovo di Catania | 23/07/1846 | 18/06/1899 |
| Ciriaco María Sancha y Hervás                       | Regno di Spagna        | Cardinale presbitero di San Pietro in Montorio                                          | Arcivescovo di Toledo, Primate di Spagna, Patriarca titolare delle Indie Occidentali | 18/06/1833 | 18/05/1894 |
| Alessandro Sanminiatelli Zabarella                  | Italia                 | Cardinale presbitero dei Santi Marcellino e Pietro                                      | Camerlengo del Collegio Cardinalizio, Elemosiniere di Sua Santità | 04/08/1840 | 18/06/1899 |
| Giuseppe Sarto                                      | Italia                 | Cardinale presbitero di San Bernardo alle Terme Diocleziane                             | Patriarca di Venezia, eletto papa | 02/06/1835 | 12/06/1893 |
| José de Calasanz Félix Santiago Vives y Tutó O.F.M. | Regno di Spagna        | Cardinale diacono di Sant'Adriano al Foro                                               | Teologo | 15/02/1854 | 19/06/1899 |
| Francesco Satolli                                   | Italia                 | Cardinale vescovo di Frascati                                                           | Prefetto della Congregazione degli Studi, Arciprete della Basilica di San Giovanni in Laterano | 21/07/1839 | 29/11/1895 |
| Lev Skrbenský Hríste                                | Impero austro-ungarico | Cardinale presbitero di Santo Stefano al Monte Celio                                    | Arcivescovo di Praga, Primate di Boemia | 12/06/1863 | 15/04/1901 |
| Francesco Segna                                     | Italia                 | Cardinale diacono di Santa Maria in Portico Campitelli                                  | Archivista di Santa Romana Chiesa | 31/08/1836 | 18/05/1894 |
| Bartolomeo Bacilieri                                | Italia                 | Cardinale presbitero di San Bartolomeo all'Isola                                        | Vescovo di Verona | 28/03/1842 | 15/04/1901 |
| Michael Logue                                       | Regno Unito            | Cardinale presbitero di Santa Maria della Pace                                          | Arcivescovo metropolita di Armagh; Primate di tutta l'Irlanda, Gran priore per l'Irlanda dell'Ordine Equestre del Santo Sepolcro di Gerusalemme | 01/10/1840 | 16/01/1893 |
| Vincenzo Vannutelli                                 | Italia                 | Cardinale vescovo di Palestrina                                                         | Prefetto della Congregazione del Concilio, Prefetto dell'Economia della Congregazione di Propaganda Fide, Arciprete della Basilica Liberiana di Santa Maria Maggiore; | 05/12/1836 | 30/12/1889 |
| Andreas Steinhuber S.J.                             | Impero tedesco         | Cardinale diacono di Sant'Agata alla Suburra                                            | Prefetto della congregazione dell'indice | 11/11/1824 | 16/01/1893 |
| Domenico Svampa                                     | Italia                 | Cardinale presbitero di Sant'Onofrio                                                    | Arcivescovo metropolita di Bologna | 13/06/1851 | 18/05/1894 |
| Emidio Taliani                                      | Italia                 | Cardinale presbitero dei Santi Vitale, Valeria, Gervasio e Protasio                     | Arcivescovo titolare di Sebastea, Nunzio apostolico emerito in Austria | 19/04/1838 | 22/06/1903 |
| Kolos Ferenc Vaszary                                | Impero austro-ungarico | Cardinale presbitero dei Santi Silvestro e Martino ai Monti                             | Arcivescovo di Esztergom | 12/02/1832 | 16/01/1893 |
| Luigi Tripepi                                       | Italia                 | Cardinale diacono di Santa Maria in Domnica                                             | Prefetto della Congregazione dei riti, Prefetto della Congregazione per le indulgenze e le sacre reliquie | 21/06/1836 | 15/04/1901 |
| Serafino Vannutelli                                 | Italia                 | Cardinale vescovo di Porto e Santa Rufina e di Ostia                                    | Segretario della Congregazione della Romana e Universale Inquisizione, Penitenziere Maggiore | 26/11/1834 | 14/03/1887 |

### Assenti in conclave
| Nome                        | Paese   | Titolo                                | Ruolo                                                                                     | Nascita    | Concistoro |
| --------------------------- | ------- | ------------------------------------- | ----------------------------------------------------------------------------------------- | ---------- | ---------- |
| Michelangelo Celesia O.S.B. | Italia  | Cardinale presbitero di San Marco     | Arcivescovo metropolita di Palermo, assente per motivi di salute                          | 13/01/1814 | 10/11/1884 |
| Francis Patrick Moran       | Irlanda | Cardinale presbitero di Santa Susanna | Arcivescovo metropolita di Sydney, Primate di Australia, assente per l'eccessiva distanza | 16/12/1830 | 27/07/1885 |

## Le votazioni

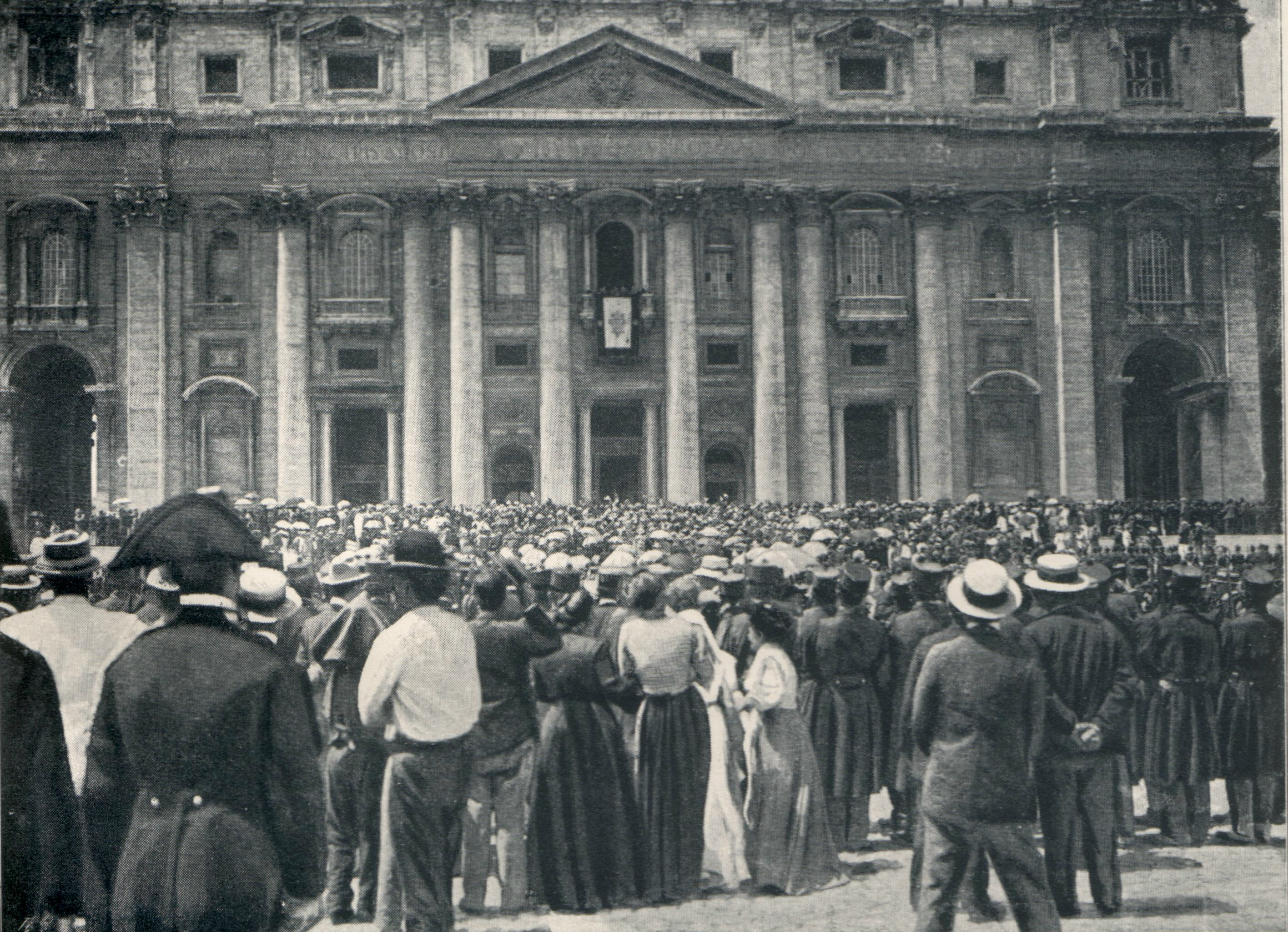
La folla si raduna davanti a piazza San Pietro per l'Habemus Papam.

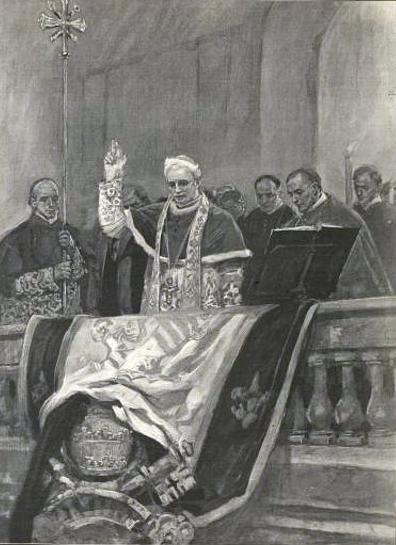
La prima apparizione del nuovo Papa.

Secondo la ricostruzione del vaticanista Giancarlo Zizola, i seguenti sarebbero gli esiti delle votazioni. Sono elencati solo i candidati principali, tralasciando la dispersione dei voti rimanenti.

### Mattina del 1º agosto, primo scrutinio
| Cardinali                    | Voti |
| ---------------------------- | ---- |
| Mariano Rampolla del Tindaro | 24   |
| Girolamo Maria Gotti         | 17   |
| Giuseppe Sarto               | 5    |
| Serafino Vannutelli          | 4    |

### Pomeriggio del 1º agosto, secondo scrutinio
| Cardinali                    | Voti |
| ---------------------------- | ---- |
| Mariano Rampolla del Tindaro | 29   |
| Girolamo Maria Gotti         | 16   |
| Giuseppe Sarto               | 10   |

### Mattina del 2 agosto, terzo scrutinio
Annuncio del veto contro Rampolla.
| Cardinali                    | Voti |
| ---------------------------- | ---- |
| Mariano Rampolla del Tindaro | 29   |
| Giuseppe Sarto               | 21   |
| Girolamo Maria Gotti         | 9    |

### Pomeriggio del 2 agosto, quarto scrutinio
| Cardinali                    | Voti |
| ---------------------------- | ---- |
| Mariano Rampolla del Tindaro | 30   |
| Giuseppe Sarto               | 24   |
| Girolamo Maria Gotti         | 3    |

### Mattina del 3 agosto, quinto scrutinio
| Cardinali                    | Voti |
| ---------------------------- | ---- |
| Giuseppe Sarto               | 27   |
| Mariano Rampolla del Tindaro | 24   |
| Girolamo Maria Gotti         | 6    |

### Pomeriggio del 3 agosto, sesto scrutinio
| Cardinali                    | Voti |
| ---------------------------- | ---- |
| Giuseppe Sarto               | 35   |
| Mariano Rampolla del Tindaro | 16   |
| Girolamo Maria Gotti         | 7    |

### Mattina del 4 agosto, settimo scrutinio
| Cardinali                    | Voti             |
| ---------------------------- | ---------------- |
| Giuseppe Sarto               | 50 (eletto papa) |
| Mariano Rampolla del Tindaro | 10               |
| Girolamo Maria Gotti         | 2                |